# Sixième Avenue
La Sixième Avenue est une avenue de New York. Son nom a officiellement changé en 1945 en Avenue of the Americas, sous le mandat de Fiorello LaGuardia, mais les new-yorkais l'appellent rarement sous ce nom. Elle présente ainsi deux panneaux de signalisation différents, l'un indiquant « Sixth Avenue » et l'autre « Avenue of the Americas ».

## Situation et accès
Située dans l'arrondissement de Manhattan, la Sixième Avenue s'étend de l'extrême nord de Manhattan, dans Uptown, jusqu'à Church Street, située quelques blocs en dessous de Canal Street. Elle traverse en outre pratiquement Central Park, s'arrêtant à la 59e Rue, et reprenant au niveau de la 109e Rue ; la Sixth Avenue s'appelle alors Lenox Avenue (ou Malcolm X Boulevard) dans Harlem et dans le nord de Manhattan. Au niveau de la 59e Rue, deux statues en bronze de Simón Bolívar et José Martí marquent l'entrée de Central Park.
En ce qui concerne le métro, la Sixième Avenue est desservie par l'IND Sixth Avenue Line (B, D, F et V). Le Port Authority Trans-Hudson, qui rejoint le New Jersey passe également sous la Sixième Avenue. Autrefois l'IRT Sixth Avenue Line, ligne aérienne empruntait la Sixième Avenue, et l'assombrissait, ce qui réduisait sa valeur immobilière. L'avenue a été reconstruite pendant les années 1960, pour accueillir les quartiers généraux de nombreuses entreprises dans des gratte-ciel de style international.

## Origine du nom
La Sixième Avenue, tire son nom de sa position dans le plan en damier de Manhattan établi en 1811. Elle est la sixième avenue orientée nord-sud à partir de l'est de l'île.

## Historique
Elle a été tracée dans le cadre du Commissioners' Plan de 1811, qui a instauré le quadrillage de Manhattan.
À l'origine, le terminus sud de la Sixième Avenue se trouvait à Carmine Street à Greenwich Village, et continuait vers le nord jusqu'à la 147e rue à Harlem mais son tracé a été modifié avec la création de Central Park en 1857, interrompant son parcours entre la 59e et la 110e Rue.

## Bâtiments remarquables et lieux de mémoire
Parmi les endroits les plus illustres de la Sixième Avenue figurent le Radio City Music Hall, situé au Rockefeller Center, le plus grand magasin du monde, Macy's, situé sur la 34e Rue, Herald Square (intersection entre la Sixième Avenue, Broadway et le 34e Rue) ou encore l'Exxon Building.

### Dans la culture populaire
- L'avenue apparaît dans les jeux vidéos GTA 4 et GTA Chinatown Wars sous le nom de Denver Avenue.